# NGC 1510
NGC 1510 is een lensvormig sterrenstelsel in het sterrenbeeld Slingeruurwerk. Het hemelobject werd op 4 december 1836 ontdekt door de Britse astronoom John Herschel.
De ultraviolette foto's gemaakt met de Galaxy Evolution Explorer van NASA tonen het spiraalvormige sterrenstelsel NGC 1512 dat zich licht noordwestelijk van het elliptische sterrenstelsel NGC 1510 bevindt. De twee sterrenstelsels worden gescheiden door slechts 68.000 lichtjaar, astronomen vermoeden dat er een nauwe ontmoeting aan de gang is. De lichtblauwe binnenring van NGC 1512 bestaat uit de overlapping van twee zeer strak opgedraaide spiraalarmsegmenten. De buitenste spiraalarm wordt verstoord door sterke zwaartekrachtinteracties met NGC 1510.

## Synoniemen
- PGC 14375
- ESO 250-3
- MCG -7-9-6
- IRAS04019-4332